# کوشک علی‌آباد (ارگ سپهری)
کوشک علی‌آباد (ارگ سپهری) مربوط به اوایل دوره قاجار است و در شهرستان بیرجند، روستای علی‌آباد واقع شده و این اثر در تاریخ ۲۵ اسفند ۱۳۷۹ با شمارهٔ ثبت ۳۶۷۹ به‌عنوان یکی از آثار ملی ایران به ثبت رسیده است.